# Янів Ярослав Васильович
Ярослав Васильович Янів (22 червня 1996, с. Банюнин, Львівський район, Львівська область — 7 листопада 2022) — український військовик, старший солдат Збройних сил України, учасник російсько-української війни.

## Життєпис
Народився 22 червня 1996 року в селі Банюнин на Львівщині.
Закінчив Львівське вище професійне училище комп'ютерних технологій та будівництва.
Одружився, мешкав у Києві. Разом з дружиною започаткували власний бізнес, займався розробкою та збіркою 3D-принтерів.
Після початку повномасштабного вторгнення став до лав 95-ї окремої десантно-штурмової бригади. Був командиром відділення роти саперів. Наприкінці літа 2022 року був нагороджений медаллю «Незламним героям російсько-української війни».
Загинув 7 листопада 2022 року. Поховали десантника у рідному селі 10 листопада 2022 року.

## Нагороди
- Орден «За мужність» III ступеня[1].
- Медаль «Незламним героям російсько-української війни».